# Henry Hamilton

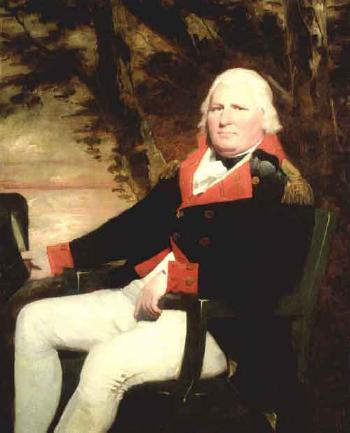
Henry Hamilton

Henry Hamilton (* 1734 in Dublin; † 29. September 1796 auf Antigua) war ein britischer Offizier und Kolonialgouverneur.

## Leben
Er war der jüngste Sohn des Hon. Henry Hamilton (1692–1743) aus dessen Ehe mit Mary Dawson. Sein Vater war der jüngste Sohn des Gustavus Hamilton, 1. Viscount Boyne, und Abgeordneter für Donegal im Irish House of Commons.
1755 trat er als Infanterieoffizier in die British Army ein. Im Siebenjährigen Krieg nahm er an den Kämpfen um Louisbourg und Quebec sowie in der Karibik teil. 1767 stieg er zum Brigade-Major auf. 1775 war er in Montreal stationiert, als er seinen Offiziersposten verkaufte und aus der Armee ausschied.
Die britische Provinz Québec umfasste seit dem Quebec Act 1774 auch große Ländereien an den Flüssen Ohio und Mississippi. 1775 wurde dieses Gebiet in drei Verwaltungsbezirke eingeteilt und Hamilton zum Zivilgouverneur eines solchen Bezirkes mit Sitz in Fort Detroit ernannt. Während des Amerikanischen Unabhängigkeitskriegs war dort seine Hauptaufgabe die Bewaffnung von Indianerstämmen, die Siedlungen der amerikanische Revolutionäre in Pennsylvania, Virginia und Kentucky angriffen. Im Dezember 1778 geriet er in Gefangenschaft amerikanischer Truppen unter George Rogers Clark. Die Amerikaner betrachteten ihn als Kriegsverbrecher und nannten ihn „Haarkäufer-General“ („hair-buyer general“), da sie ihn beschuldigten, Indianer dafür zu bezahlen, amerikanische Siedler zu skalpieren. Der damalige Gouverneur von Virginia, Thomas Jefferson, verweigerte Hamilton deshalb die Behandlung als Kriegsgefangener, sondern ließ ihn gleich einem entflohenen Sklaven für 18 Monate in Williamsburg und Chesterfield in Ketten legen. Hamilton bestritt stets, Prämien für Skalps bezahlt zu haben. Erst auf Intervention George Washingtons wurden seine Haftbedingungen schließlich gelockert. Im Rahmen eines Gefangenenaustauschs wurde Hamilton im März 1781 freigelassen. Noch im selben Jahr wurde er zum Lieutenant Governor der Provinz Québec ernannt.
Später war er von 1785 bis 1794 Gouverneur von Bermuda und von 1794 bis 1796 Gouverneur von Dominica.
Am 19. März 1795 heiratete er Elizabeth Lee und hatte mit ihr mindestens eine Tochter.